# Charles Darwin
Charles Robert Darwin [čárəls róbert dárvin], FRS, angleški naravoslovec, biolog in geolog * 12. februar 1809, Shrewsbury, grofija Shropshire, Anglija, † 19. april 1882, vas Downe, (danes London-Bromley), grofija Kent, Anglija. Njegova trditev, da vsa živa bitja prihajajo iz skupnega prednika je danes široko sprejeta in velja za temeljni koncept znanosti. V skupni publikaciji z Alfredom Russelom Wallaceom je predstavil svojo znanstveno teorijo, da je ta razvejan vzorec evolucije nastal zaradi procesa, ki ga je imenoval naravna selekcija, pri čemer ima boj za obstoj podoben učinek kot umetna selekcija, ki sodeluje pri selektivni vzreji.
Charles Darwin je bil eden izmed največjih naravoslovcev vseh časov. Razvil in predstavil je teorijo, ki predpostavlja, da so se vsa živa bitja razvila iz skupnega prednika ter na osnovi svojih opažanj in poskusov dognal tudi mehanizem teh sprememb – naravni izbor. Bil je prvi, ki je podal razlago raznolikosti življenja na Zemlji brez posredovanja nadnaravne sile. Njegovo teorijo so kasneje razširili in dopolnili z novimi odkritji; danes tvori teorija evolucije, katere začetnik je bil Darwin, enega od temeljev sodobne biologije.

## Življenjepis

### Mladost
Bil sem rojen prirodoslovec.
O Darwinovi zgodnji mladosti je malo znanega; edini zapis je njegova avtobiografija, ki jo je napisal, ko je bil star 67 let. Poleg njegovega pomanjkljivega spomina na tako zgodnje obdobje življenja, zmanjšuje zanesljivost teh zapisov tudi dejstvo, da jih je pisal po viktorijansko skromno in nenehno zaničeval svoje sposobnosti ter dosežke.
Rodil se je na družinskem posestvu The Mount v Shrewsburyju očetu Robertu Darwinu (1766–1848), premožnemu zdravniku in finančniku, ter materi Susannah Darwin, roj. Wedgwood (1765–1817). V mladosti se je zelo zanimal za naravo, saj je navdušeno zbiral kamnine, živali in rastline ter bral knjige o naravi. Bil je drugi sin in peti od šestih otrok. Njegova mati je umrla, ko je bil star osem let, zato so njeno vlogo prevzele njegove starejše sestre.
Po končanem osnovnem šolanju se je kot 17-letni fant vpisal na Univerzo v Edinburghu z glavno smerjo medicino. Zaradi dolgočasnih in zoprnih predavanj ter dejstva, da ni mogel prenesti pogleda na kri, se je po dveh letih šolanja izpisal. Leta 1828 se je ponovno vpisal na univerzo, tokrat na protestantsko teološki Christ's College Univerze v Cambridgeu. Tu je poslušal klasične predmete, ki so ga prav tako strašansko dolgočasili, zato je iskal uteho v lovu, ježi in naravoslovju. Še posebej je nanj vplivalo prijateljstvo s profesorjem botanike Johnom Henslowom, od katerega je dobil mnogo znanja naravoslovja (predvsem geologije) in preko katerega je prišel v stik z naravoslovci, s katerimi si je kasneje dopisoval. Bratranec William Darwin Fox ga je navdušil nad zbiranjem hroščev in temu hobiju je posvetil večino svojega prostega časa.
Kljub dolgočasnim predavanjem je opravil vse izpite kot eden najboljših v svojem letniku in pri 22 letih, leta 1831, je končal šolanje ter postal pastor. Toda niti enkrat ni opravljal tega poklica v protestantski cerkvi.

### Potovanje z Beagle
Leta 1831 se je odzval na razpis Angleškega pomorskega ministrstva in vlade ter se prijavil na raziskovalno-geodetsko popotovanje z ladjo HMS Beagle. Kapitan 240-tonske dvojambornice je bil vesel, da je imel ob sebi ob množici zemljemercev, mornarjev, slikarjev, tudi mladega naravoslovca. Pomorska odprava je imela nalogo raziskati in geografsko izmeriti obale in otoke Patagonije, Ognjene zemlje, Čila, Peruja in nekaterih pacifiških otokov.
Njegov oče mu je najprej prepovedal odhod z ladjo, a je na prigovarjanje sina in brata, Charlesovega strica, popustil in mu dovolil odpluti. Dne 27. decembra 1831 je dvojambornica Beagle odplula iz Devonporta. Charles je na potovanju užival naklonjenost kapitana. Trpel pa je zaradi hujše oblike morske bolezni; od časa do časa se je zaradi rahlih, neprestanih morskih sunkov onesveščal. Prve tri tedne potovanja je bil praktično onesposobljen, zato je skoraj zapustil ladjo prvič, ko so ugledali kopno. Tudi sicer je bilo potovanje zanj neudobno, saj je imel na voljo le majhno kajuto za svoje potrebe. Tako se je bil prisiljen navaditi skrajnega redoljubja pri urejanju zbirke vzorcev in metodičnosti delanja zapiskov.
Prva postaja je bil otok Tenerife na Kanarskih otokih, kamor so prispeli 6. januarja 1832. Rastlinstvo in živalstvo tega otoka nista bila kaj posebnega, toda Darwin je zavzeto zbiral vzorce, predvsem morskih nevretenčarjev, in delal zapiske. Na kopno so prvič stopili na otoku St. Jago, enem od Zelenortskih otokov. Tu je Darwin pod vplivom Lyellove knjige Principles of Geology opazoval geološke plasti v luči Lyellove teorije o počasnem dvigovanju in spuščanju površja.
Po odhodu so pluli približno mesec dni in 29. februarja 1832 pristali na brazilski obali v okolici Rio de Janeira. Tukaj je opazoval ribe ježevke in jih opisal, prav tako kamnine (granit). Prve dni prihoda je Darwin vodil odpravo v notranjost. Na 200-kilometrskem popotovanju je ugotovil trdoživost južnoameriških konj in spoznal krvosese netopirje, tropske mravlje, ose, pajke in drugo. Blizu današnjega Punta Alta je naletel na večjo fosilno najdbo orjaških sesalcev, ki so sodeč po nahajališču izumrli razmeroma pred kratkim in brez očitnega vzroka. Presenetila ga je predvsem podobnost teh sesalcev okoliškim pasavcem, česar si takrat še ni znal razložiti.
5. julija 1832 je Beagle odplula malo naprej in se znova zasidrala ob ustju drugega največjega ameriškega veletoka Río de la Plata v Montevideu. Med odpravo v notranjost, ob Kordiljerih, je naletel na domorodce. Indijanci iz plemena Tehuelkov so mu pokazali in prikazali nekatere veščine in običaje staroselcev. Tu je tudi opazoval kondorja, pumo in raznovrstne kolibrije.
Na Ognjeni zemlji je popisal pingvine in albatrose. Tu jim je ladja med orkanom skoraj razpadla. O Začaranih otokih je napisal o nagubani črni vulkanski zemlji in onesnaženosti zraka z žveplom. Opisal je tudi srečanje z želvami velikankami in črnimi kuščarji oziroma morskimi legvani. Na krovu HMS Beagle so bili do takrat trije domorodci z Ognjene zemlje, ki so bili zajeti med prvim potovanjem ladje, in so jih pripeljali s seboj kot misionarje. Trojica je preživela eno leto v Angliji in Darwinu so se zdeli prijazni ter civilizirani, pravo nasprotje »degradiranih, bednih divjakov«, ki so bili njihovi sorodniki. Za Darwina je bil to dokaz, da je razlika med primitivnimi in civiliziranimi ljudstvi samo kulturna. V nasprotju s kolegi je pričel verjeti, da razlika med živaljo in človekom, podobno kot razlika med divjo in udomačeno živaljo, ni nepremostljiva.
Na Darwina in njegov poznejši razvojni nauk so najbolj vplivali otoki v Galapaškem otočju. Tu je opazoval otoško vrsto ščinkavca (Darwin se je še posebej zanimal za različne vrste ščinkavcev) in ugotovil na svoje veliko presenečenje, da se razen po obliki kljuna ne razlikujejo od južnoameriškega ščinkavca v Srednji in Južni Ameriki. Kmalu je ugotovil, zakaj je tako. Zaradi različnih količin in vrst hrane na posameznih otokih (ptice so jedle tisto hrano, ki je je bilo v izobilju) so se izoblikovale različne oblike kljunov, ki so se prilagajali iz roda v rod. Vsaka oblika kljuna je namenjena za drugo vrsto hrane. Od domačinov je izvedel tudi, da je možno po drobnih razlikah v obliki oklepov tamkajšnjih želv ugotoviti, s katerega otoka prihajajo, a temu podatku ni posvetil pozornosti.
Po postankih na majhnih otočjih so 30. oktobra 1835 prispeli v Avstralijo. Tu so ga presenetili vrečarji, predvsem kljunaši in podganji kenguruji, ki so bili tako drugačni od vseh živali, ki jih je poznal, da se mu je zdelo, da jih je ustvaril popolnoma drug Stvarnik.
Dne 14. marca 1836 so pristali na Kokosovih otokih. Bil je navdušen nad koralnimi grebeni in raki samotarji ter kokosovim rakom. Kokosovi otoki so bili zadnja postaja in 2. oktobra 1836 so pripluli nazaj v Veliko Britanijo.
Dne 14. julija 1837 je Darwin spet moral oditi z isto ladjo nazaj v Brazilijo. Oktobra istega leta so pripluli nazaj v Anglijo. Najbolj mu je ostal v spominu obisk otoka Sveta Helena. Na tem otoku je opazoval zadnje prebivališče velikega vojskovodje Napoleona in opazil, kaj je človek storil s posegom v naravo; rastlinstvo otoka je skoraj izumrlo in od vseh vrst rastlin in živali je bilo samo ena tretjina teh domorodna.
Popotovanje je trajalo približno 5 let; v tem času so prepluli več kot 60.000 kilometrov. S popotovanja je prinesel obsežno zbirko živali, rastlin, kamnin ter zapiske in ladijske dnevnike. Ta zbirka je bila tako obsežna, da je trajalo 20 let, preden je vse to uredil in predstavil javnosti. Vendar je bil Darwin na račun vzorcev in dnevnikov, ki jih je pošiljal domov med potovanjem, že ob vrnitvi v Anglijo slaven naravoslovec. Tako tudi njegov oče ni več nasprotoval njegovi želji posvetiti življenje naravoslovju.

### Poznejša leta
Kmalu po vrnitvi s potovanja se je Darwin nastanil v Cambridgeu in pričel urejati svoje dnevnike za objavo. S svojimi odkritji je navdušil slavnega geologa Charlesa Lyella, prek katerega je prišel v stik z drugimi naravoslovci in z njihovo pomočjo pričel obdelovati svojo zbirko. Marca 1837 se je preselil v London, kjer se je prav tako gibal v krogu Lyellovih znancev in nadaljeval z delom.
Pisal je več knjig naenkrat in prevzel tudi funkcijo tajnika Geološkega društva iz Londona. Preobremenjenost z delom je kmalu pričela vplivati na njegovo zdravje. Jeseni tega leta je imel prvič težave s srcem, zato so mu zdravniki svetovali oddih na deželi. Obiskal je družino v Shrewsburryju in sorodnike v Staffordshireu, kjer je spoznal sestrično Emmo Wedgewood, s katero se je kasneje poročil. Mladi par se je naselil v vasi Downe, 20 km južno od Londona (danes predmestje London-Bromley). Njegovo zdravje se je močno poslabšalo in trpel je za hudimi glavoboli, slabostjo, nespečnostjo, srčno aritmijo ter izčrpanostjo, zaradi katerih večino časa ni mogel delati več kot dve ali tri ure na dan, včasih pa je bil nemočen tudi po več mesecev naenkrat. Poleg kombinacije simptomov je nenavadno tudi dejstvo, da se je njegovo stanje v starosti izboljšalo, in še danes ni znano katero bolezen je imel.
Kljub temu je za časa svojega življenja napisal obsežno zbirko knjig in razprav. To mu je uspelo, ker je bil izjemno dobro organiziran, ker je živel odmaknjeno od stresnega družabnega življenja Londona in, nenazadnje, ker je zanj dobro skrbela ljubeča žena. Leta 1859 je izšlo njegovo najbolj znano delo, O izvoru vrst, ki je sprožilo burne polemike pri strokovni in cerkveni javnosti. Darwin se zaradi slabega zdravja debat ni udeleževal, imel pa je močno podporo pri prijateljih, med katerimi je izstopal Thomas Henry Huxley. Kljub temu, da ni bil neposredno vključen v polemike, se je odzival na kritike in dopolnjeval svoje delo.
Z ženo sta imela deset otrok, katerim je bil izredno skrben oče. Dva sta umrla v zgodnji mladosti. Posebej smrt hčerke Anne pri desetih letih je močno prizadela oba starša. Darwin, katerega vera v krščanstvo je bila omajana že prej, je po tem dogodku dokončno prenehal hoditi v cerkev in se opredelil za agnostika. Skrbelo ga je tudi, da bodo njegovi potomci imeli posledice, ker sta bila z ženo v tako bližnjem sorodu, a se je večina uveljavila kot ugledni člani rodbine Darwin-Wedgewood.
Umrl je na svojem domu 19. aprila 1882. Na željo kolegov je takratni predsednik Kraljeve družbe William Spottiswoode dosegel, da so ga pokopali z državniškimi častmi v Westminstrski opatiji v Londonu, kar je čast, ki so je bili deležni le redki.

## Darwinov evolucijski nauk
Svoj nauk o evoluciji je razvil po lastnih raziskavah in pod vplivom Malthusovega nauka in se po njem imenuje darvinizem. Teorija o nastanku novih vrst organizmov, iz obstoječih z naravnimi mehanizmi, je bila za tisti čas prelomna, saj je bila v popolnem nasprotju s stoletja uveljavljenim mnenjem, da je vsa živa bitja ustvaril Stvarnik. Darwinov čas je bila doba naravne teologije v Angliji (in tudi drugod po Evropi), ko so naravoslovje poučevali izključno teologi in je bila prevladujoča filozofska usmeritev esencializem - prepričanje o nespremenljivem bistvu (ideji oz. platonovskem eidosu) vsega stvarstva, ki je ločeno od človekove zaznave. To miselnost je najbolje poosebljal Georges Cuvier, ki je ostro kritiziral vsako zamisel o spreminjanju vrst. Deloma je temu nasprotoval le Lamarckov razvojni nauk, ki pa je predpostavljal le linearno spreminjanje vrst v času iz predhodno ustvarjenih oblik in ni podajal nobenega konkretnega mehanizma za spremembe.
Poleg Malthusovih idej je na Darwina najbolj vplival Charles Lyell s svojim delom Principles of Geology (Temelji geologije). Tudi Lyell je bil esencialist, a je bilo njegovo delo pomembno za Darwinov nauk iz več vidikov. Na podlagi geoloških plasti je dokazal, da je Zemlja stara milijone let, ne nekaj tisoč kakor so razlagali njegovi sodobniki svetopisemske zapise. To je »dalo čas« za drobne spremembe oblik, ki vodijo postopoma v nastanek novih. Poleg tega je bil prvi, ki je iz fosilnega zapisa ugotovil, da lahko vrsta izumre. Kljub temu, da je razlagal spreminjanje fosilnega zapisa izključno s priseljevanjem vrst, ki so bile ustvarjene drugje, je usmeril Darwinovo pozornost na geografsko razširjenost organizmov in na vrsto kot temeljno biološko kategorijo, na katero delujejo evolucijski pritiski.
V nasprotju z razširjenim mnenjem in njegovo lastno izjavo v svoji avtobiografiji, Darwin ni razvil teorije o evoluciji na Galapagosu. V času potovanja s HMS Beagle je bil močno pod vplivom Lyellovih idej in ni posvečal pretirane pozornosti raznolikosti ptičev na Galapaškem otočju. Tako je vse vzorce označil preprosto z »Galapagos« in je šele doma s težavo in ob pomoči sopotnikov rekonstruiral obiske posameznih otokov. Šele marca 1837 je ob pomoči ornitologa Johna Goulda pregledal primerke ptic z različnih otokov in celine ter spoznal, kako zabrisana je razlika med variacijo in vrsto. Idejo o nespremenljivosti vrst je dodatno zamajala podobnost med fosili, ki jih je našel v Južni Ameriki, in živimi vrstami, kar je Darwina na koncu pripeljalo do teorije o geografski speciaciji.
Darwin se je zavedal, kakšen vihar bo povzročila ta ideja, poleg tega pa je bil prepričan, da se tega ni spomnil nihče drug, zato je z objavo zavlačeval celih dvajset let. Hotel je namreč zbrati čim več dokazov, poleg tega pa si je želel pridobiti več ugleda v naravoslovnih krogih, zato je osem let posvetil raziskavam rakov vitičnjakov, ki jih je nabral v Čilu. Načrt mu je uspel in z izdajo serije obsežnih monografij o sistematiki skupine med letoma 1851 in 1854 si je prislužil Copleyjevo medaljo Kraljeve družbe. Ves ta čas je skrivoma razvijal svojo teorijo, opravljal poskuse in diskutiral z drugimi naravoslovci ter rejci domačih živali. Bistvo teorije si je drznil opisati le najbližjima prijateljema, Charlesu Lyellu in botaniku Josephu D. Hookerju. Do teorije sta bila oba skeptična, a so njune konstruktivne pripombe spodbudile Darwina, da je svoje zamisli predstavil bolj argumentirano in do julija 1842 je teorijo razširil v 230-stranski »esej«, ki bi izšel v primeru njegove prezgodnje smrti. Gotovo bi z objavo čakal še dlje, a je Lyell leta 1855 naletel na članek Alfreda Russla Wallacea, ki je na podlagi svojih raziskav na Malajskem otočju in Borneu zapisal, da je vzorec razširjenosti sorodnih vrst najlaže razložiti s pojavom nove vrste v neposredni bližini sorodne. Lyell je uvidel koliko je Wallaceovo razmišljanje podobno Darwinovi teoriji in pričel pritiskati na prijatelja naj pohiti z objavo. Darwin se je tako povsem posvetil svoji glavni ideji.
Junija 1858 pa je od Wallacea prejel kratek esej z opisom mehanizma evolucije in prošnjo, naj ga posreduje Lyellu. Darwina je to povsem potrlo in v pismu Lyellu je napisal, da bo »seveda ponudil da pošlje rokopis kateri koli reviji«, ki bi jo Wallace izbral, in pikro dodal, da bo »vsa moja izvirnost, kolikor je pač je, uničena«. Lyell in Hooker sta namesto tega predlagala Darwinu in Wallaceu, da predstavita svojo teorijo skupaj in 1. julija 1858 sta bila pred Linnejevim društvom v Londonu prebrana njuna članka s skupnim naslovom On the Tendency of Species to form Varieties; and on the Perpetuation of Varieties and Species by Natural Means of Selection. Predstavitev je bila deležna presenetljivo skromnega odziva in Wallace, počaščen, da je njegovo delo spodbudilo Darwina, mu je prepustil glavno objavo. Ta se je še bolj posvetil delu in knjigo v 13 mesecih kljub bolezni tudi končal.
Leta 1859 je knjiga O izvoru vrst naposled izšla in postala kmalu prava senzacija. Verni katoličani oziroma protestantje, takrat in še zdaj najštevilčneje opredeljeni verniki v Veliki Britaniji, so začeli izobčati Darwina. V istem času so zasule Veliko Britanijo karikature, ki so prikazovale Darwina kot človeka – opico. Ob izdaji je bil preveč bolehen, da bi svoje delo branil pred kritiki, zato je javno nastopanje prepustil somišljenikom, med katerimi je izstopal biolog Thomas Henry Huxley, ki se ga je zaradi srditega javnega zagovarjanja teorije evolucije prijel vzdevek »Darwinov buldog«. Do svoje smrti je izdal še več drugih strokovnih del. Vsa dela so počasi sprejeli in začeli kupovati ter brati, saj so bila podkrepljena z mnogimi dokazi in napisana razumljivo tudi laičnemu bralcu. Izšli so prevodi v več tujih jezikov in knjiga O izvoru vrst je postala temeljno biološko delo, s katerim so bili seznanjeni vsi naravoslovci. Kljub debatam o natančnem mehanizmu in hitrosti evolucije ter drugih lastnosti tega pojava, ki se nadaljujejo do danes, že v roku 10 let po izdaji knjige ni bilo nobenega resnega znanstvenika, ki bi dvomil v to, da je evolucija resnična.

## Izbrana dela
Darwinova najbolj znana dela so:
- Potovanje na ladji Beagle (The Voyage of the Beagle, izvirno Journal and Remarks) (1839)
- O izvoru vrst z naravnim izborom ali ohranjanje boljših pasem za obstanek leta 2009 delo ponovno prevedeno in je ob tem prišlo do spremembe naslova v: O nastanku vrst z delovanjem naravnega odbiranja ali ohranjanje prednostnih ras v boju za preživetje (On the Origin of Species by Means of Natural Selection, or the Preservation of Favoured Races in the Struggle for Life) (1859)
- Poreklo človeka in spolni izbor (The Descent of Man, and Selection in Relation to Sex) (1871)
- The Expression of Emotions in Man and Animals (1872)
- The Effects of Cross and Self Fertilisation in the Vegetable Kingdom (1876)
- The Power of Movement in Plants (1880)

## Priznanja
Že za časa svojega življenja je imel Darwin ugled največjega naravoslovca svoje dobe. Ko je umrl, je bil pokopan z državniškimi častmi v Westminstrski opatiji ob drugih slavnih umih svoje dobe, kot sta Newton in Herschel. Bil je eden od petih nečlanov kraljeve družine, ki so bili deležni te časti v 19. stoletju.

### Nagrade
Kraljeva družba iz Londona mu je leta 1853 podelila kraljevo medaljo. Za svoje znanstvene dosežke je leta 1864 prejel Copleyjevo medaljo Kraljeve družbe.

### Poimenovanja
Po njem se poleg filozofske smeri imenuje približno 120 vrst organizmov in več rodov, gora v Andih, naselje na Falklandih in druge stvari. Linnejevo društvo iz Londona podeljuje od leta 1908 Darwin-Wallaceovo medaljo za dosežke v evolucijski biologiji, Kraljeva družba pa od leta 1890 Darwinovo medaljo.
Po njem in njegovem drugem sinu Georgeu se imenuje asteroid notranjega dela glavnega pasu 1991 Darwin.